# Wodowicze
Wodowicze (błr. Вадовічы; ros. Водовичи) – wieś na Białorusi, w rejonie kalinkowickim obwodu homelskiego, nad rzeczką Turją, około 29 km na południowy wschód od Kalinkowicz.

## Historia
Dobra te należały do powiatu rzeczyckiego Rzeczypospolitej. Stanowiły własność Wawrzeckich, w XVII wieku należały do Augustyna Wawrzeckiego, podczaszego mińskiego, były centrum rozległego klucza wodowickiego. Prawdopodobnie już pod kniec XVII wieku Wodowicze zostały z niego wydzielone i przeszły na własność rodziny Oskierków i pozostały w ich rękach do traktatu ryskiego, będąc jedną z głównych siedzib tej rodziny.
Prawdopodobnie pierwszym (z Oskierków) dziedzicem tych dóbr był Antoni (zm. w 1735 roku), kasztelan nowogrodzki. Kolejnym właścicielem był Gerwazy Ludwik (zm. w 1771 roku), referendarz litewski i działacz sejmikowy, a po nim – jego syn Bogusław Leopold, chorąży mozyrski, po nim – jego syn Leopold, sędzia ziemski, po nim – jego syn Paweł, marszałek szlachty powiatu rzeczyckiego, po nim – jego syn Emilian, wreszcie ostatnim właścicielem Wodowicz był jego syn, Witold Oskierko.
Wieś lenna położona była w końcu XVIII wieku w powiecie mozyrskim województwa mińskiego.
Po II rozbiorze Polski w 1793 roku znalazły się na terenie Imperium Rosyjskiego.
W 1848 roku pracowała tu gorzelnia, w 1876 roku – młyn wiatrakowy, tartak i wytwórnia smoły. W 1908 roku na mapach pojawiły się Wodowicze Wielkie i Wodowicze Małe. Później Wielkie Wodowicze zostały przyłączone do sąsiedniej wsi (Lenino), a Małe Wodowicze przyjęły nazwę Wodowicze.
Od 1917 roku Wodowicze znalazły się w ZSRR, w 1927 roku uruchomiono we wsi młyn parowy, kuźnię i szkołę podstawową (w 1935 roku uczyło się w niej 19 uczniów), w 1929 roku utworzono tu kołchoz. Od 1959 roku grunty Wodowicz należały do kołchozu im. Wasilija Czapajewa.
Od 1991 roku – na Białorusi.

## Dawna siedziba Oskierków
Do 1917 roku w Wodowiczach istniał dwór lub pałac, w którym było bogate archiwum, zbiór pamiątek i biblioteka. Dyplomata i pamiętnikarz Mieczysław Jałowiecki, który odwiedzał Wodowicze, pisał o „pięknej rezydencji”. W Wodowiczach (przez pewien czas Małych) istnieją jedynie pozostałości resztek parku dworskiego. Prawdopodobnie nie zachowała się żadna dokumentacja ikonograficzna dworu/pałacu, chociaż – jak pisze Roman Aftanazy – widok dworu czy pałacu wodowickiego może znajdować się wśród rysunków z kolekcji Mieczysława Jałowieckiego. Kolekcja ta jest w posiadaniu jego córki we Francji. Trzymana pod jej łóżkiem, jest absolutnie niedostępna.
Majątek w Wodowiczach jest opisany w 1. tomie Dziejów rezydencji na dawnych kresach Rzeczypospolitej Romana Aftanazego.